# 折腹祐樹
折腹 祐樹（おりはら ゆうき、1974年2月7日 - ）は、宮城県出身のバスケットボール指導者、選手。192cm、83kg。現役時代のポジションはフォワード。
登米高、拓殖大学を経て東芝に入社。主力としてリーグ優勝2回、オールジャパン優勝2回に貢献。個人タイトルも2002-03シーズンにはスリーポイント賞、2005-06にはフリースロー賞を受賞。主将も務めた。
全日本のメンバーとしても、2001年アジア選手権及び東アジア大会に出場。
2008年に引退し、2011年より東芝ブレイブサンダースのアシスタントコーチに就任。2013-14シーズン終了をもって退任し、社業に移った。